# Подгородное (Львовская область)
Подгородное (укр. Підгородне) — село в Золочевской городской общине Золочевского района Львовской области Украины.
Население по переписи 2001 года составляло 1417 человек. Население по данным 2023 года составляло ↘1411 человек. Занимает площадь 1,423 км². Почтовый индекс — 80743. Телефонный код — 3265.

## История
В 1946 г. Указом ПВС УССР село Фольварки переименовано в Подгородное.